# Reformierte Kirche Grindelwald

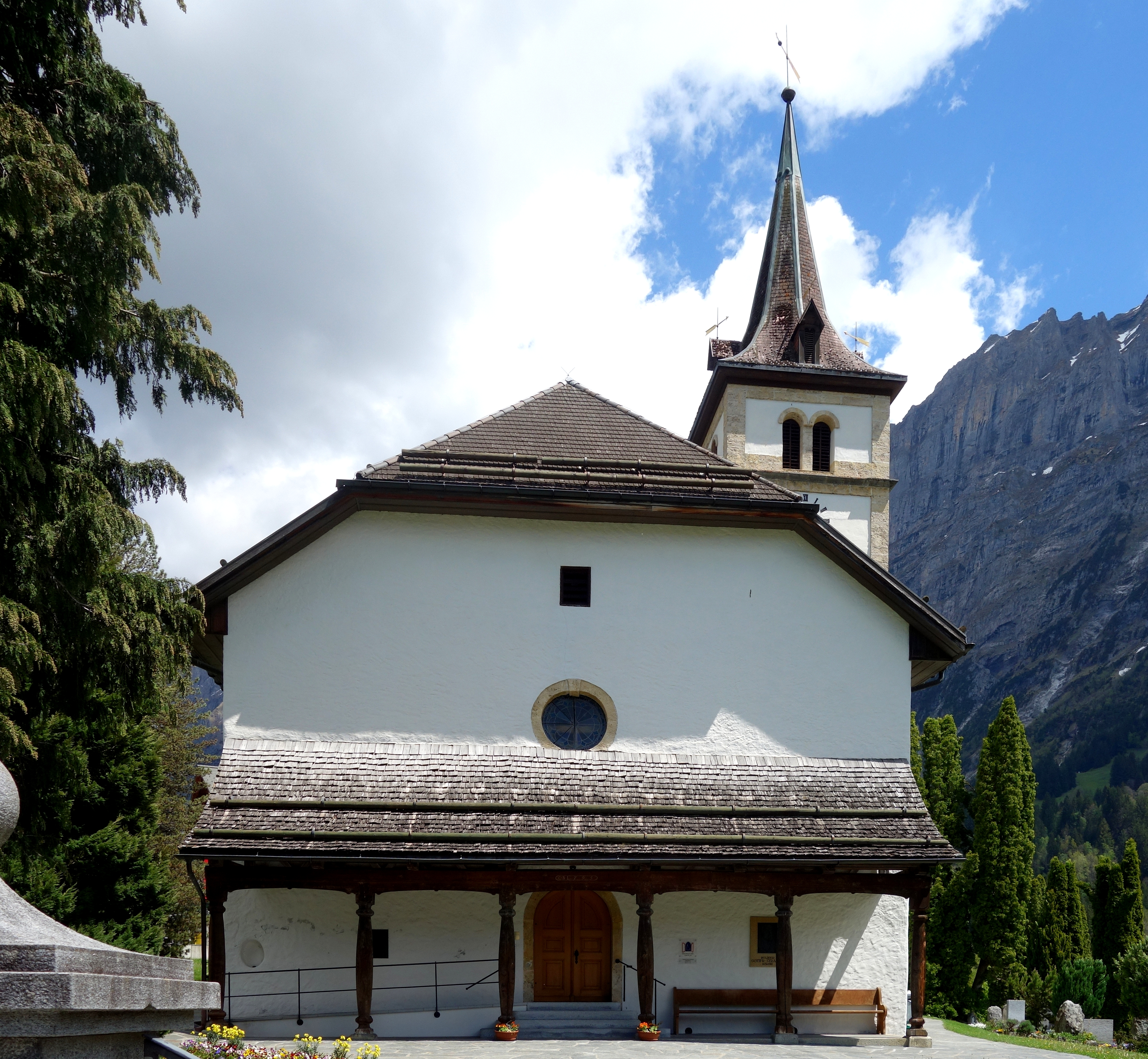
Reformierte Kirche Grindelwald

Die reformierte Kirche in der politischen Gemeinde Grindelwald im Verwaltungskreis Interlaken-Oberhasli des Kantons Bern in der Schweiz ist ein evangelisch-reformiertes Kirchengebäude am östlichen Ende des Ortskerns. Sie gehört zur Kirchgemeinde Grindelwald im Gebiet der Reformierten Kirchen Bern-Jura-Solothurn.

## Geschichte und Ausstattung

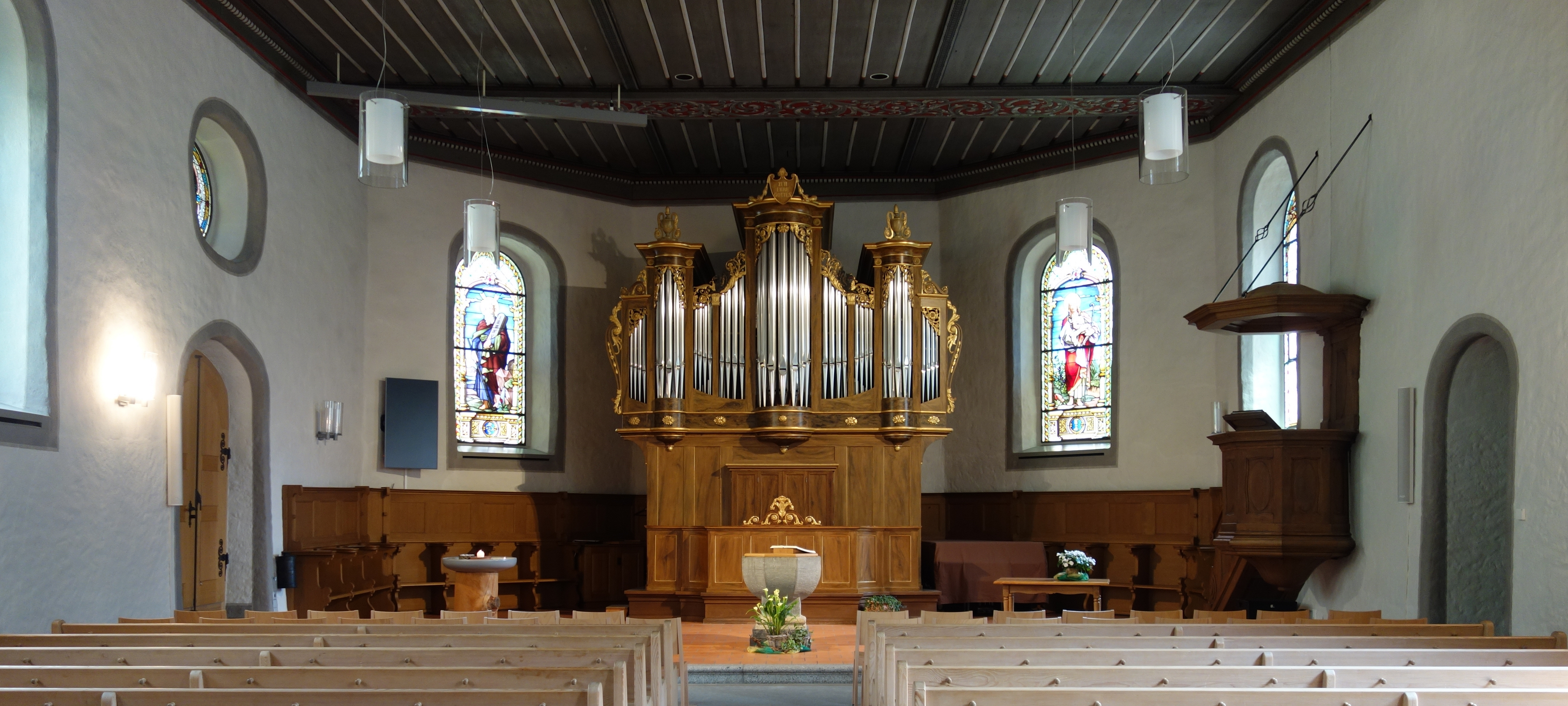
Innenraum mit Orgel, Taufstein und Kanzel

Bereits 1147 wurde am heutigen Standort eine erste hölzerne Kirche errichtet, die 1180 durch den Bau einer Steinkirche an derselben Stelle ersetzt wurde. Diese wurde vom damaligen Bischof von Lausanne eingeweiht. 1500 wurde sie nach Süden hin vergrössert und 1662 um einen Chor erweitert. Der Taufstein stammt aus dem Jahr 1680. Eine Turmuhr, die nur einen Stundenzeiger besass, wurde 1767 montiert; erst 1957 wurde der Minutenzeiger ergänzt.
Die heutige Kirche wurde in den Jahren 1793 bis 1795 von Christian Friedrich Anneler unter Einbeziehung der spätgotischen Südmauer und von Teilen der Westmauer als Saalkirche mit polygonalem Chorabschluss unter einem abgewalmten Satteldach erbaut. Bestehen blieben der Turm und die Südseite, während die Nordseite um einen Kreuzgiebel mit Tuffstein erweitert wurde.
Zum Ensemble des Kirchengebäudes gehören auch das in den Jahren 1784 bis 1789 erbaute Pfarrhaus, ein zweigeschossiger spätbarocker Putzbau unter einem Vollwalmdach, sowie die Pfrundscheune aus den 1790er Jahren, ein kompakt proportionierter Baukörper unter Walmdach auf verputztem Sockel.
1839 erhielt die Kirche eine Orgel, welche von dem Walliser Orgelbauer Sylvester Walpen und seinem Sohn hergestellt wurde und bis heute ihren Standort behielt.
Der Kirchturm von 1875 in seiner heutigen Form stammt von dem Baumeister Bottini und zeichnet sich durch eine effektvolle Gliederung aus. 1894 erhielt der Turm zusätzlich zu den beiden vorhandenen Glocken noch zwei neue Glocken, die kleinste und die zweitgrösste.
Der Schweizer Glasmaler Friedrich Berbig schuf 1899 die Bleiglasfenster im Chor, die übrigen Rundbogenfenster sind von 1901.
1908 wurde die Decke nach Plänen des Schweizer Künstlers Ernst Linck dekorativ bemalt. Aus demselben Jahr stammt auch die Kanzel.
Das Kircheninnere wurde 1952 umfassend renoviert. 1961 wurde die Orgel komplett saniert. Die fünfte und zugleich grösste Glocke erhielt die Kirche 1971.
1977 erfolgte in Zusammenarbeit mit der Denkmalpflege eine aufwendige Aussenrestaurierung des Gotteshauses. Dabei wurde ein spezieller Isolierputz auf die Tuffsteinmauer aufgetragen. Im Rahmen einer grossen Innenrestaurierung wurde 1982 der ursprüngliche Zustand wiederhergestellt. Dabei wurden auch Nachbildungen zweier Abendmahlsbecher erworben, um die wertvollen Originale von 1540 zu schonen.

## Denkmalschutz
Die reformierte Kirche Grindelwald ist in der Liste der Kulturgüter in Grindelwald verzeichnet.